# Elizabeth Scott
Elizabeth Leonard Scott (Fort Sill, Oklahoma; 23 de noviembre de 1917-Berkeley, California; 20 de diciembre de 1988) fue una matemática estadounidense especializada en estadística y en astronomía, conocida por descubrir el efecto Scott.
Tras su fallecimiento, el Comité de Presidentes de Sociedades de Estadística instituyó en su honor el «Premio Elizabeth L. Scott» para reconocer la labor de aquellas personas que contribuyan a promover las carreras académicas de las mujeres en el ámbito de la estadística.

## Infancia y formación
Scott nació en Fort Sill (Oklahoma, Estados Unidos) en 1917. Su familia se mudó a Berkeley (California) cuando ella tenía 4 años. Asistió a la Universidad de California en Berkeley, donde estudió matemáticas y astronomía. En aquella época la astronomía era un campo cuyo acceso estaba bastante restringido a las mujeres, por lo que optó por completar sus estudios de posgrado en matemáticas. Se doctoró en 1949 y en 1951 obtuvo un puesto permanente en el Departamento de Matemáticas de Berkeley.

## Trayectoria científica
A lo largo de su carrera publicó más de 30 artículos de investigación científica sobre astronomía y otros tantos sobre el análisis de modificación del clima, incorporando y ampliando el uso del análisis estadístico en ambos campos. 
En 1957 detectó un sesgo en la observación de cúmulos de galaxias. Descubrió que para que un observador pueda encontrar un cúmulo muy distante éste debe contener galaxias más brillantes y en mayor cantidad de lo habitual, y propuso una fórmula para corregir este sesgo que con el tiempo pasó a conocerse como el efecto Scott.
En 1958 recibió, junto con Jerzy Neyman, el Premio Newcomb Cleveland por su artículo «On Certain Stochastic Models of Population Dynamical Phenomena», otorgado por la Asociación Estadounidense para el Avance de la Ciencia, la mayor sociedad científica del mundo y editora de la revista Science.

## Premio Elizabeth L. Scott
Scott fue miembro del Instituto de Estadística Matemática, promoviendo activamente la igualdad de oportunidades y la igualdad de remuneración para las mujeres académicas. Tras su fallecimiento, el Comité de Presidentes de Sociedades de Estadística instituyó en su honor el «Premio Elizabeth L. Scott», para reconocer la labor de aquellas personas que ejemplifican la contribución de Scott para promover las carreras académicas de las mujeres en el ámbito de la estadística.